# Химара (пароход)
Пассажирский пароход «Химара» бывший немецкий «Герта» связал своё имя с крупнейшей морской катастрофой в греческих водах в первое десятилетие после Второй мировой войны (383 погибших). 
Хотя в годы войны в греческих водах, по разным причинам, затонули пароходы Данаи (около 1 тысячи погибших) и Ориа (4 тыс погибших), именно «Химара» получил имя «Титаник греческого судоходства», поскольку предыдущие суда использовались оккупационными властями и ходили под иностранными флагами. 
В силу того, что среди погибших были 26 заключённых греческих коммунистов из руководства партийных организаций Македонии, событие отмечено также историографией компартии Греции

## Пароход
Пассажирский пароход «Hertha», вместимостью в 1427 регистровых тонн, был построен в 1905 году на немецкой верфи Stettiner Oderwerke в Щецине. 
Эксплуатировался фирмой Stettiner Dampfschiffs Ges. - J. F. Brauenlich G.m.b.H. до 1946 года. 
В военные периоды использовался как плавучий госпиталь. 

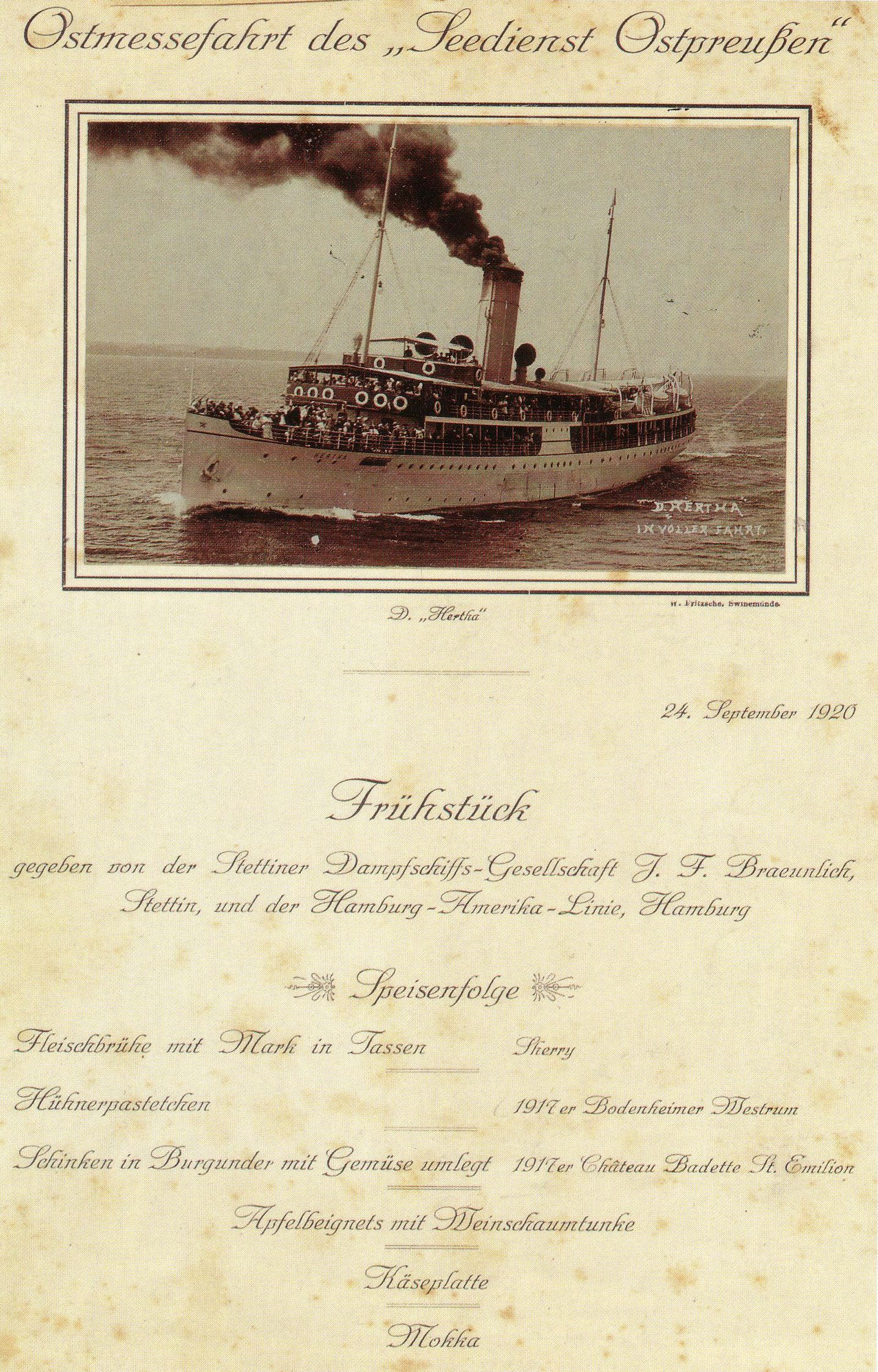
Фотография парохода на судовом меню, 1920 год

По окончании Второй мировой войны и учитывая состояние послевоенной немецкой экономики, Греция согласилась с предложением отложить выплаты ей немецких военных репараций до объединения Германии. 
Одним из немногочисленных актов выплаты репараций авансом, стала передача парохода «Герта», так или иначе находившегося в руках союзников. 
Пароход получил имя Химара, в честь населённого греками города Северного Эпира, освобождённого греческой армией в ходе греко-итальянской войны (1940-1941), но оставшегося на территории Албании после немецкого вторжения в апреле 1941 года.

## Гибель «Химары»
«Химара» вышел из порта македонской столицы, города Фессалоники, 18 января 1947 года в 8:30 утра. 
Пароход направлялся в Пирей, что в мирное время является не совсем обычным пассажирским рейсом, но в разгар гражданской войны (1946-1949), когда железнодорожное и дорожное сообщение находилось под угрозой атак партизан Демократической армии и в плохом состоянии, морское сообщение было альтернативой. 
На борту парохода было 544 пассажиров и 86 членов экипажа. 
Среди пассажиров были 36 заключённых коммунистов и сопровождавших их жандармов, а также военнослужащие. 
Число жандармов и солдат, срочников и новобранцев, достигало 200 человек. 
В 4:10, на рассвете 19 января, и находясь в южном Эвбейском заливе, «Химара» начал тонуть в густом тумане у скал «Вердуйя», между Неа Стира и Агиа Марина. 
Жёсткий удар вызвал водотечность и серьёзно повредил рулевое устройство, сделав судно неуправляемым. 
Греческие морские источники отмечают, что экипаж «Химары» оказался не на высоте и не сохранил порядок при оставлении судна, которое было произведено бесконтрольно. 
Обстановка усугублялась тем, что вооружённые жандармы и солдаты не подчинялись приказам капитана. 
Более того, жандармы первыми бросились к спасательным шлюпкам и плотам. 
Хотя пароход утонул через полтора часа и на расстоянии всего одной мили от Св. Марины и 1, 5 мили от островка Каваллиани, паника при оставлении судна, низкие температуры и сильные морские течения привели к потере как минимум 383 человеческих жизней. Среди них много женщин и детей. 
Поиск и спасение потерпевших бедствие начался только через 10 часов после крушения, в силу того, что в результате взрыва была выведена из строя рация. 
Тральщики и рыбацкие лодки два дня собирали трупы в море. 
Из 36 заключённых коммунистов выжили 10 человек. Среди погибших коммунистов были деятели организации компартии Салоник и профсоюзные деятели со всей Македонии, включая члена ЦК компартии, Никоса Загурдзиса. 
Из 10 спасшихся коммунистов, 8 вскоре были арестованы в портах и больницах. Толька двум удалось избежать ареста и войти в контакт с подпольными организациями партии в Афинах. 
Один из них, Александрос Ксилакис, был арестован через несколько месяцев, в августе того же года и отправлен в Концентрационный лагерь Макронисос, где стал объектов “особого внимания” охранников. 
По свидетельству Ксилакиса его избивали со словами "Мы бьём тебя потому что ты не утонул". 
Спасшийся при крушении «Химары», Ксилакис пробыл в лагерях и тюрьмах 12 последующих лет.

## Причины крушения
Хотя в условиях гражданской войны версия саботажа была удобна в пропагандистских целях, в ходе расследования она была отклонена. 
Были выдвинуты версии налёта на скалы по причине навигационной ошибки и подрыва на магнитной мине. Вторая версия подтверждалась свидетельствами о взрыве. 
Следствие пришло к заключению, что в обоих случаях, как то посадка на скалы или подрыв на мине ещё незачищенного минного поля поставленного немцами, крушение было вызвано отклонением от заданного курса. 
На последовавшем судебном слушании, немец старпом Бертолс (оставшийся на судне от предыдущего экипажа), который стоял на вахте в час крушения, был осуждён на 20 месяцев лишения свободы, в то время как капитан С. Белесис был осуждён на 15 месяцев условного лишения свободы. За утерянное судно греческое государство получило от страховой компании 70.000 английских фунтов стерлингов.
В начале следующего века, группа водолаза Костаса Токтаридиса произвела подводное исследование на месте крушения, на глубине около 30 метров, подтвердив версию налёта на мину. Находки были выставлены в начале 2006 года в афинском дворце Заппион, вместе с реликвиями «Титаника».